# Elsebeth Steentoft
Elsebeth Steentoft (født 4. oktober 1943) er en dansk skuespiller.
Steentoft er uddannet fra skuespillerskolen ved Århus Teater i 1964. Hun er gift med arkitekt Kurt Jacobsen og sammen har de 1 søn.
Steentoft spillede "Gitte" i Gittes verden, novellefilmen over Per Højholts "Gittes monologer".

## Filmografi
- Det store flip (1997)
- Italiensk for begyndere (2000)
- At klappe med een hånd (2001)
- De grønne slagtere (2003)
- Fluerne på væggen (2005)
- En Soap (2006)
- Dennis (2007)
- Hævnen (2010)
- 10 timer til Paradis (2012)
- Over kanten (2012)
- Dræberne fra Nibe (2017)
- Lykke-Per  (2018)

### Tv-serier
- Klovn
- Jul i Gammelby (1979)
- Hallo det er jul (1995)
- Anna Pihl (2006-2007)
- Album (2008)
- Sommer (2008)